# Gemeinde Geistingen
Die Gemeinde Geistingen gehörte zur Bürgermeisterei Hennef, wobei der Ort Hennef (Sieg) aber wiederum ein Teil der Gemeinde war. Die Gemeinde hatte 1885 eine Fläche von 3935 ha, davon 2745 ha Acker-, 222 ha Wiesen- und 591 Waldfläche.

## Ortsteile
Die Gemeinde hatte 1885 48 Wohnplätze. Neben Geistingen waren das 1885 Haus Attenbach, Blankenbach, Broichhausen, Dambroich, Dondorf, Dürresbach, Edgoven, Felderhausen, Geisbach, Gertrudenhof, Grube Gottessegen, Greuelsiefen, Helenenhof, Hennef, Hermesmühle, Hofen, Hommerich, Hossenberg, Käsberg, Kurenbach, Kurscheid, Lanzenbach, Liesberg, Michelshohn, Niederkümpel, Oberbuchholz, Oberkümpel, Haus Oelgarten, Petershohn, Quadenhof, Rott, Scheurenmühle, Grube Silistria, Söven, Steimelshof, Stöcken, Stoßdorf, Striefen, Warth, Weingartsgasse, Weldergoven, Westerhausen, Wiederschall, Wingenshof, Wippenhohn, Grube Ziethen und Zissendorf.

## Einwohner
Es gab in der Gemeinde 1885 988 Wohngebäude (einschließlich unbewohnter) mit 999 Haushalten. Dort lebten 4922 Einwohner (2486 Männer und 2436 Frauen). 4706 Einwohner waren Katholiken, 141 Bürger waren evangelischen Glaubens. Daneben gab es mit 75 Juden eine eigene jüdische Gemeinde. Die Katholiken gehörten zu den Pfarren in Geistingen selber, zu Rott und zu Hennef. Die evangelische Gemeinde wurde durch Siegburg betreut. Am 10. August 1935 wurde die Gemeinde Geistingen durch das Oberpräsidium der Rheinprovinz Hennef zugeordnet.